# Zviad Endeladze
Zviad Endeladze Vitalovitsj (Adigeni, 7 april 1966) is een voormalig Georgisch voetballer die als aanvaller speelde.
Hij werd in 1996 Europees topschutter met 40 doelpunten in het seizoen 1995/96 voor Margveti Zestafoni. Hij speelde ook voor onder andere Lokonotiv Santredia, Metaloerg Roestavi en FK Loetsj Vladivostok.